# Richard II. (Drama)

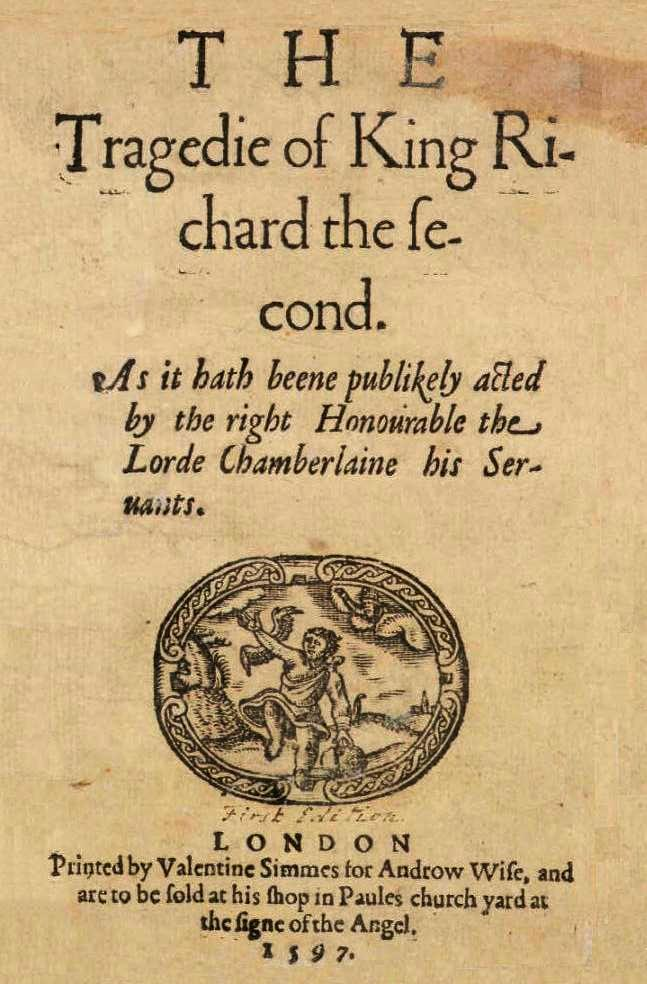
Titelseite der ersten Quarto, 1597

Richard II. (Frühneuenglisch The Tragedie of King Richard the second.) ist ein Drama von William Shakespeare. Es handelt von den glücklosen letzten Regierungsjahren (1398/99) und der erzwungenen Abdankung und Ermordung König Richards II. im Jahre 1400. Shakespeares wichtigste Quelle war Raphael Holinsheds Chronicle of England, Scotland and Ireland in der Fassung von 1587. Der Autor hat das Werk vermutlich um das Jahr 1595 fertiggestellt. Die erste Erwähnung ist ein Eintrag im Stationers’ Register durch den Londoner Herausgeber Andrew Wise im August 1597. Es wurde im selben Jahr erstmals als Einzelausgabe in der Werkstatt von Valentine Simmes gedruckt. Die Erwähnung eines Werkes mit ähnlichem Titel in einem Brief von Margaret Carey, der Tochter von Henry Carey, an Robert Cecil vom 9. Dezember 1595 gilt gemeinhin als erster Hinweis auf eine private Aufführung. Die erste gesicherte Aufführung datiert vom Februar 1601 im Globe-Theatre. Das Stück gehört zusammen mit Ein Sommernachtstraum und Romeo und Julia zur Gruppe der um 1595/96 entstandenen frühen, sogenannten lyrischen Dramen Shakespeares. Aufführungen des Werkes in Deutschland sind heute sehr selten, das britische Publikum ist dagegen mit Richard II. gut vertraut. Unter Gelehrten nimmt es eine Schlüsselstellung ein für das Verständnis und die Interpretation der Königsdramen.

## Handlung

### Akt I
Henry Bolingbroke, Herzog von Hereford, beschuldigt Thomas Mowbray mehrerer Delikte, u. a. der Teilnahme an dem Mord an dem Herzog von Gloucester. Da der als Richter angerufene König Richard II. beide nicht versöhnen kann, fordern sie einander schließlich zum Duell. Vergeblich versucht unterdessen die Witwe des Ermordeten, Bolingbrokes Vater John of Gaunt zu einer Rachetat gegen den Mörder zu bewegen – Gaunt vertraut demgegenüber nach der tradierten mittelalterlichen Vorstellung auf ein rechtmäßiges Gottesurteil durch einen Zweikampf der Kontrahenten und möchte daher die Bestrafung lieber Gott überlassen (I.ii.37-41). Richard II. bricht indes durch eine wankelmütige und willkürlich oder unrechtmäßig wirkende Entscheidung das angeordnete Duell ab und verbannt beide Kontrahenten. Als Bolingbroke England verlassen hat, entschließt sich Richard zu einem Feldzug gegen irische Rebellen, für den er angesichts leerer Kassen Geld von den Besitzenden seines Landes nehmen will. Da kommt die Nachricht, dass Gaunt im Sterben liege, gerade recht – Richard beschließt, dessen Vermögen für den Irlandkrieg zu beschlagnahmen.

### Akt II
An Gaunts Sterbebett muss sich Richard heftige Vorwürfe anhören, weil er das Land ruiniert habe und an dem Mord an Gloucester beteiligt gewesen sei; sobald aber Gaunt tot ist, erklärt er dessen Vermögen für beschlagnahmt. Kaum befindet sich der König auf seinem Irlandfeldzug, als Bolingbroke mit einer Armee im Nordosten Englands landet, er findet den Adel empört über das Vorgehen des schwachen, selbstgefälligen und genusssüchtigen Königs. Die wenigen Königstreuen vermögen keine Armee gegen Bolingbroke aufzustellen. Der Herzog von York, der das Land während Richards Abwesenheit regieren soll, begibt sich mit der Königin Isabel auf Schloss Berkeley in Gloucestershire, wo er dem mit seinem Heer erscheinenden Bolingbroke seine Neutralität bekundet. Unterdessen gibt es eine weitere schlechte Nachricht für den König: Ein walisisches Heer, das Richards Verstärkung nach seiner Rückkehr aus Irland bilden sollte, zerstreut sich wegen ungünstiger Vorzeichen.

### Akt III
In Schloss Bristol ergreift Bolingbroke die königstreuen Bushy und Greene und lässt sie hinrichten. Der auf die britische Insel zurückgekehrte Richard erkennt bald die Aussichtslosigkeit seiner Lage und zieht sich, auf einen Feldzug gegen den übermächtigen Bolingbroke verzichtend, auf die Burg Flint in Wales zurück. Dort lässt ihm sein Gegner ausrichten, er komme als loyaler Untertan, wenn Richard Land und Titel, die er bei Gaunts Tod usurpiert habe, herausgebe. Richard gibt nach. – Von einem Gärtner erfährt die Königin, dass sich ihr Mann jetzt in Bolingbrokes Gewalt befindet.

### Akt IV
Nach London gebracht, ist Richard bereit, Bolingbroke auch die Krone zu überlassen. Der Bischof von Carlisle warnt den Usurpator, sein Handeln werde Leiden und Blutvergießen künftiger Generationen zur Folge haben, und wird prompt abgeführt. Nach der förmlichen Übergabe der Krone beordert Bolingbroke Richard in den Tower.

### Akt V
Auf dem Weg zum Tower trifft Richard Isabel, der er rät, nach Frankreich zu gehen und ihn als tot zu betrachten. Der beim Volk beliebte Bolingbroke wird gekrönt und ist fortan König Heinrich IV. Als der Herzog von York entdeckt, dass sein Sohn Rutland an einer Verschwörung gegen den neuen König beteiligt ist, reitet er zum König; Rutland kommt noch vor seinem Vater an und bittet Heinrich um Gnade. Heinrich verschont ihn, lässt aber die übrigen Verschwörer hinrichten. – Richard, der auf die Burg Pontefract in Nordengland gebracht wurde, ergibt sich widerstandslos in die Gefangenschaft und ergeht sich fortan in Reflexionen seines Schicksals. Erst jetzt, nach dem Verlust der Macht, kommt er zu sich, sieht die ganze Schönheit seines – ehemaligen – Reiches, und seine Gedanken gewinnen philosophische Tiefe: „I have been studying how I may compare / This prison where I live unto the world“ (V.5.1f). Bei seiner Ermordung durch einen Handlanger Heinrichs sind seine letzten Worte: „Mount, mount, my soul, thy seat is up on high, / Whilst my gross flesh sinks downward, here to die“ (V.5.111f). Auf die Todesnachricht weiß der neue König pragmatisch zu reagieren: durch Distanzierung von der Tat und die Verkündung eines geplanten Kreuzzugs zu Ehren Richards.

## Textausgaben
Englisch
- William Shakespeare: King Richard II. The Arden Shakespeare. Edited by Charles R. Forker. London 2002. ISBN 978-1-903436-33-2.
- William Shakespeare: King Richard II. The Oxford Shakespeare (Oxford World’s Classics). Edited by Anthony B. Dawson. OUP 2011. ISBN 978-0-19-960228-5.
- William Shakespeare: King Richard II. NCS The New Cambridge Shakespeare. Edited by Andrew Gurr. CUP 2003. ISBN 978-0-521-53248-8.

Deutsch
- William Shakespeare, König Richard II. – King Richard II. Englisch-Deutsch. Übersetzung von Frank Günther; Essay u. Literaturhinw. v. Joachim Frenk (ars vivendi Verl., Cadolzburg, 2000). ISBN 978-3-89716-165-8.
- William Shakespeare, King Richard II – König Richard II. Englisch-deutsche Studienausgabe. Dt. Prosafassung, Anm., Einl. u. Kommentar von Wilfrid Braun. Francke, Tübingen 2. Aufl. 1989. ISBN 978-3-86057-545-1.
- William Shakespeare, King Richard II. Zweisprachige Ausgabe. Hrsg. und Übersetzung von Dieter Hamblock. Reclam 1986. ISBN 978-3-15-009806-6.